# Lunteren

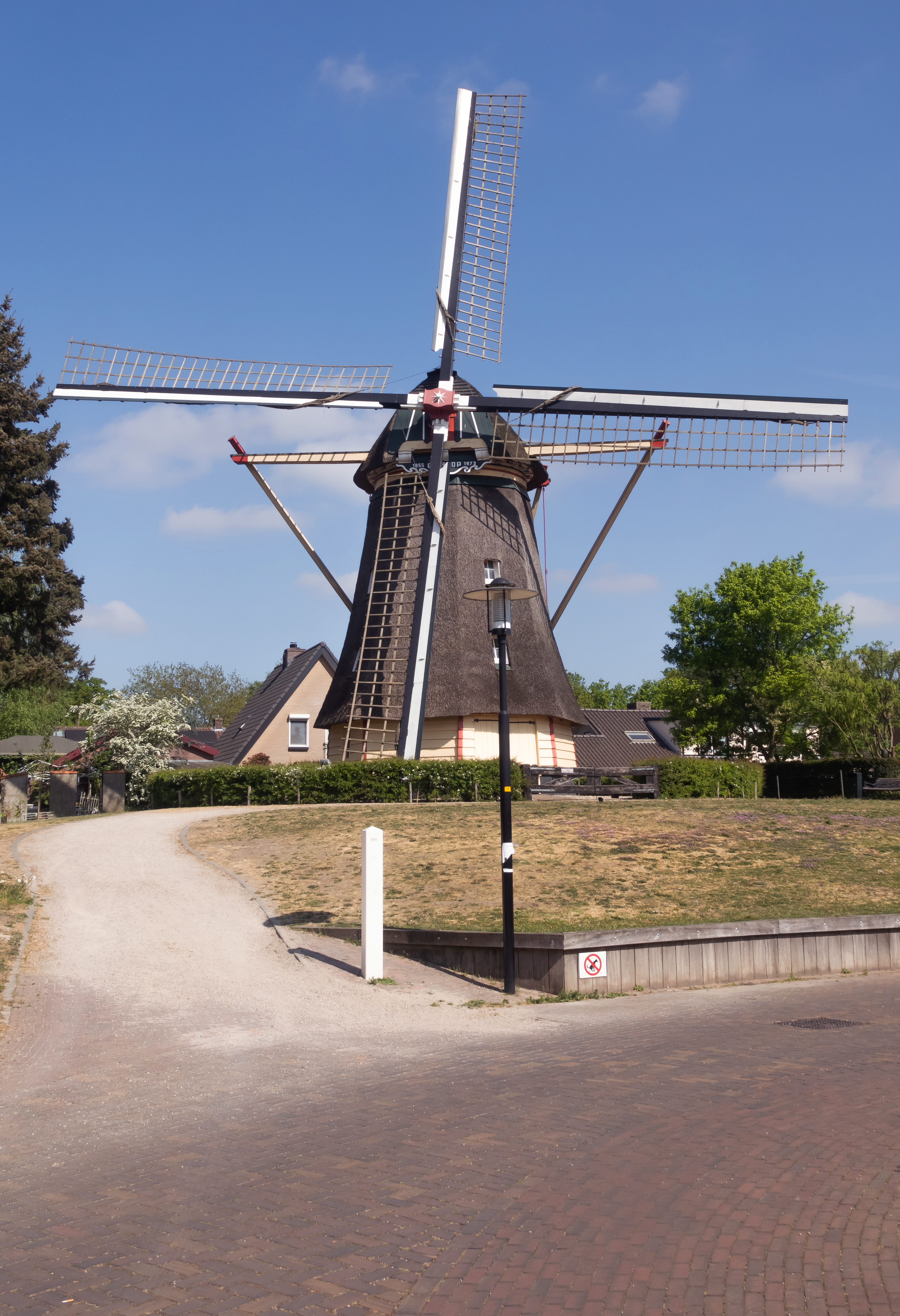
Lunteren, el molino: windkorenmolen de Hoop

Lunteren es un lugar en la provincia de Güeldres, Países Bajos. Cuenta con una estación de ferrocarril y el tren viaja entre Amersfoort y Ede.
Es conocido también por tres Palacios de Congresos en la zona, como Het Bosgoed, que la celebración de conferencias especialmente académicos y De Werelt Congress Hotel.
También es conocido por el Centro Geográfico de los Países Bajos, que se encuentra al noreste de la aldea.
Lunteren fue un municipio independiente hasta 1818, cuando se fusionó con Ede.
- Datos: Q1907164
- Multimedia: Lunteren / Q1907164